# Acetilação e deacetilação de histona
Na acetilação e desacetilação de histona, as histonas são acetiladas e desacetiladas em resíduos de lisina na ramificação N-terminal como parte da regulação genética. Tipicamente, estas reações são catalisadas por enzimas com atividade "histona acetiltransferase" (HAT) ou "histona desacetilase" (HDAC ou HD). Diversas formas de HATs e HDs têm sido identificadas. Entre eles, CBP/p300 é provavelmente a mais importante, devido a poder interagir com numerosos reguladores de transcrição.
A fonte do grupo acetila na acetilação da histona é a Acetil-Coenzima A, e na desacetilação da histona o grupo acetila é transferido para a Coenzima A. 
Histonas acetiladas e nucleossomas representam um tipo de marco epigenético dentro da cromatina. Ligações atuam em uma carga negativa, atuando em neutralizar a carga positiva sobre as histonas e diminuindo a interação das terminações N das histonas com os grupos fosfato negativamente carregados do DNA. Como uma consequência, a cromatina condensada é transformada em uma estrutura relaxada a qual é associada com maiores níveis de transcrição de genes. Este afrouxamento pode ser revertido pela atividade HDAC. Relaxada, o DNA transcricionalmente ativo é relacionado à eucromatina. A condensação pode ser conduzida por processos incluindo desacetilação e metilação; a ação de metilação é indireta e não tem efeito sobre a carga.
A acetilação dos resíduos de lisina na terminação N de proteínas de histona remove cargas positivas, desse modo reduzindo a afinidade entre histonas e o DNA. Isto faz a RNApolimerase e os fatores de transcrição mais facilmente acessar a região propiciada. Conseqüentemente, na maioria dos casos, a acetilação da histona realça a transcrição, enquanto a desacetilação da histona reprime a transcrição.
Estudos recentes têm demonstrado o recrutamento de enzimas modificadas da cromatina na quebra de cadeias duplas, assim como a participação no reparo destas cadeias duplas quebradas. Tais mecanismos são intimamente relacionados a lisina de histona e sua acetilação e desacetilação. 
Este modelo de neutralização da carga tem sido desafiado por recentes estudos, pelos quais genes transcricionalmente ativos têm sido relacionados com rápida reversão da acetilação de histona. Isto requer que as HATs e HDACs devam atuar continuamente sobre as terminações afetadas da histona. Metilação em um resíduo específico de lisina (K4) está envolvido em marcação de terminações de histona para acetilação e deacetilação contínuas. Estes mecanismos são inclusive pesquisados in vivo,, em leveduras (como a Saccharomyces cerevisiae.
A acetilação e desacetilação de histona são processos coordenados conduzindo a uma distribuição não aleatória de isoformas.
Estudam-se a importância da acetilação e desacetilação de histona nas doenças inflamatórias dos pulmões,  por aumento da expressão de genes inflamatórios que são regulados por fatores de transcrição.